# Nacionalni park Braslavska jezera
Braslavska jezera (bjeloruski: Браслаўскія азёры, ruski: Браславские озёра) je jedan od četiri nacionalna parka u Bjelorusiji. Nacionalni park je osnovan u rujnu 1995. godine. To je jedinstveni ekosustav s brojnim jezerima i velikim borovim šuma. 
Park se nalazi u sjevernoj Bjelorusiji u blizini grada Braslaua u Vitebskoj oblasti. Vrlo blizu parka je državna granica s Litvom na zapadu i Latvijom na sjeveru.
Ukupna površina parka je 69.100 hektara, dug je 55 km, a širok od 5 do 29 km. Južni dio parka sastoji se od nizina prekrivenih šumama. Velik dio područja sastoji se od različitih tipova močvara. Postoji nekoliko lijepih šumskih jezera, uključujući Boginskoje koje se smatra jednom od najljepših na Braslavskom području. Šume su crnogorične i listopadne te zauzimaju 31.000 hektara. 
U nacinalnom parku žive različite životinje, među njima i neke ugrožene. Tako u parku žive jazavci, risovi, medvjedi, labudovi,  crne rode, ždralovi, srebrni galebovi, tetrijeb,  vjeverice, smeđi i bijeli zečevi, lisice, rakuni, vukovi, kune i još neke životinje.  U jezerima obitavaju različite riblje vrste među kojima su smuđ, deverika, linjak, bjelica te jegulja.

## Vanjske poveznice
- Nacionalni park Braslavska jezera  Arhivirana inačica izvorne stranice od 3. ožujka 2012. (Wayback Machine)